# أندرياس هاغن
أندرياس هاغن (بالنرويجية البوكمول: Andreas Hagen)‏ (16 فبراير 1986 - ) هو لاعب كرة قدم نرويجي في مركز الوسط. لعب مع نادي شايد.

## وصلات خارجية
- أندرياس هاغن على موقع اتحاد النرويج (النرويجية)
- أندرياس هاغن على موقع قاعدة بيانات كرة القدم.إي يو (الإنجليزية)